# Las Sołtysowicki
Las Sołtysowicki – niewielki kompleks leśny położony w północno-wschodniej części Wrocławia. Południowy skrawek tego lasu nazywany jest również Parkiem Sołtysowickim.
Las położony jest pomiędzy osiedlami:
- Sołtysowice – na południe od lasu
- Kłokoczyce – na północny wschód od lasu.

Jest to las komunalny, tzn. w zarządzie Urzędu Miejskiego Wrocławia. Powierzchnia lasu wynosi 22 ha (21,7 ha). Położony jest na lewym brzegu rzeki Widawa. Las dzieli się wyraźnie na część południową i północną. Obie części są połączone najbardziej wysuniętym na wschód pasem lasu. Południowa część stanowi zwarty kompleks, natomiast północna to pas lasu biegnący od wschodu wzdłuż obwałowań rzeki Widawa, a następnie skręcający na zachód, i ciągnący się, aż do terenów byłego poligonu należącego niegdyś do Wyższej Szkoły Oficerskiej Wojsk Lądowych im. gen. Tadeusza Kościuszki we Wrocławiu. Pomiędzy częścią południową a północną, zlokalizowano ogródki działkowe. Las przecina ulica Sołtysowicka, która biegnie do mostu Sołtysowickiego i dalej przez Biskupice Widawskie ulica Starodębowa do Pawłowic.
Fragment południowej części lasu, położony najbliżej osiedla Sołtysowice, ma charakter parkowy. Znajdują się tu ruiny grodu z XIII–XIV wieku, pozostałości po fosie okalającej gród i trzy niewielkie stawy. Przy nich też zlokalizowano miejsca do wypoczynku, z możliwością rozpalenia ognisk.
W lesie znajdują się również pomniki przyrody:
- dwa dęby szypułkowe
- wiąz górski.

Pod względem składu gatunkowego można wyróżnić tu dwie części lasu o różniącym się drzewostanie:
część zachodniagatunkiem dominującym jest jesion; gatunki domieszkowe to między innymi: dąb, wiąz; podszycie: szakłak, dziki bez, leszczyna, głóg,
część wschodniagatunkiem dominującym jest dąb; gatunki domieszkowe to między innymi: olsza, wiąz, wierzba; podszycie: leszczyna, szakłak, dziki bez, dereń.
W lesie znajduje się także kilka okresowo wysychających zbiorników wodnych.